# Tadeusz Dąbrowski

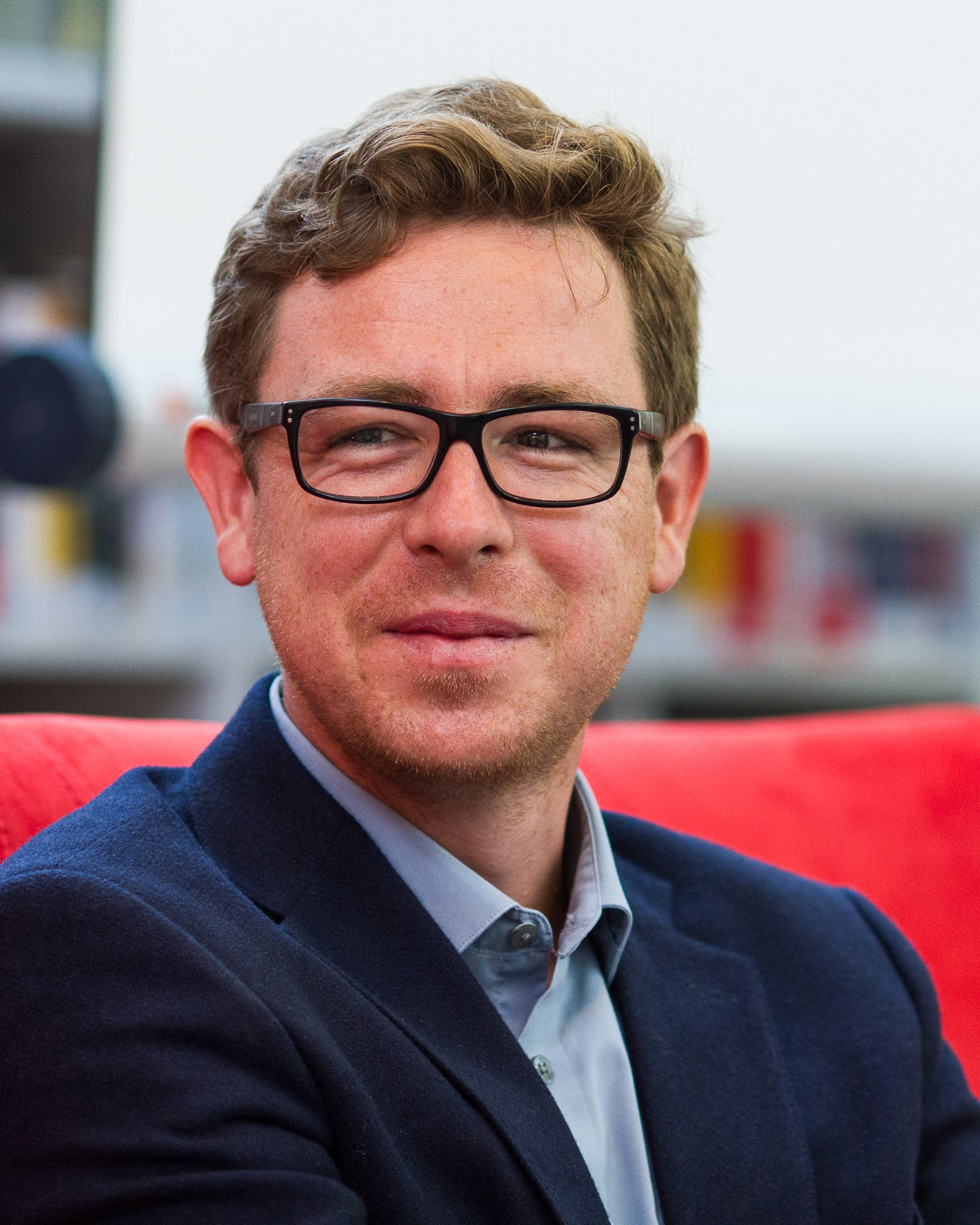
Tadeusz Dąbrowski (2015)

Tadeusz Dąbrowski (* 28. Oktober 1979) ist ein polnischer Lyriker, Essayist und Kritiker.

## Leben
Dąbrowski ist Redakteur der Literaturzeitschrift Topos und der Sendung für Poesie im Danziger Rundfunk (Radio Gdańsk). 2012–2019 war er künstlerischer Leiter des Festivals Europäischer Dichter der Freiheit. Er hat neun Gedichtbände publiziert und gab 2006 die Anthologie für zeitgenössische polnische Lyrik Poza słowa. Antologia wierszy 1976–2006 heraus. Seine Gedichte wurden in dreißig Sprachen übersetzt. In deutscher Sprache erschienen seine Texte in den Übersetzungen von Andre Rudolph, Renate Schmidgall, Monika Rinck, Alexander Gumz und Ursula Kiermeier.
Ausgewählte Gedichte erschienen in Deutschland (Schwarzes Quadrat auf Schwarzem Grund, Luxbooks 2010; Die Bäume spielen Wald, Hanser 2014; Wenn die Welt schläft, Schöffling & Co. 2022) und in den USA (Black Square, Zephyr Press 2011; POSTS, Zephyr Press 2017). Auf Deutsch erschien auch sein Roman Eine Liebe in New York (Schöffling & Co. 2019). Die beiden deutschen Bände wurden in die prestigeträchtige Liste der Lyrik-Empfehlungen aufgenommen.
Seine Gedichte werden u. a. in The New Yorker, Paris Review, Boston Review, Frankfurter Allgemeine Zeitung, Neue Zürcher Zeitung, Sinn und Form, Akzente und manuskripte veröffentlicht.
Tadeusz Dąbrowski lebt in Gdańsk.

## Poetologie
In einem ausführlichen Gespräch über polnische Dichtung, Bewunderung und Phantasie mit dem polnischen Lyriker Adam Zagajewski war zwar Dąbrowski derjenige, der die Fragen stellte. Aber auch Dąbrowski selbst äußerte sich hier poetologisch. Seine Themen: sich als Dichter nicht von Ideologien und Politikern vereinnahmen zu lassen, die Verarbeitung der Traumata des 20. Jahrhunderts durch Dichtung, die Möglichkeiten und Grenzen poetischer Sprache. „Es gibt bei polnischen Dichtern etwas, das sie ihrer inneren Stimme trauen läßt, so daß sie sich in sich selbst suchen und nicht draußen“. Über Zagajewskis Dichtung sagt Dąbrowski: „Deine Gedichte lassen die Ahnung einer 'anderen Seite' entstehen, und das ist wohl die Aufgabe der Kunst. Denn Garantien geben nur Waschmaschinenhersteller oder Politiker.“

## Ehrungen und Auszeichnungen
Tadeusz Dąbrowski erhielt 2009 den Kościelski-Preis, 2014 den Horst-Bienek-Förderpreis, 2014 den Literaturpreis der Hauptstadt Warschau, 2008 den Hubert-Burda-Preis und 2006 auf Empfehlung von Tadeusz Różewicz den Preis der Polnischen Kulturstiftung. Czarny kwadrat wurde für den NIKE-Literaturpreis nominiert (2010). 2023 wurde er in die Deutsche Akademie für Sprache und Dichtung aufgenommen.
Er war Stipendiat der Landis & Gyr Stiftung (Schweiz, 2019), des Literaturhauses Zürich (2016), der Yaddo Foundation (USA, 2015), des Omi International Arts Center (USA, 2013), des Vermont Studio Center (2011), der Literatur Lana (2011), des Internationalen Hauses der Autoren Graz (2008), des polnischen Kulturministeriums (2007, 2010), des Literarischen Colloquiums Berlin (2006, 2012) und des Baltic Centre for Writers and Translators in Visby (2004, 2010).

## Werke (Auswahl)
- Wypieki, Wydawnictwo Uniwersytetu Gdańskiego, Gdańsk 1999.
- e-mail, Biblioteka „Toposu“, Sopot 2000.
- mazurek, Wydawnictwo Zielona Sowa / Biblioteka „Studium“, Kraków 2002.
- Te Deum, Wydawnictwo a5, Kraków 2005, 2008.
- Чорний квадрат (вибранi вiршi), Meridian Czernowitz, Czernowitz 2013.
- Te Deum. Übersetzt von Hendrik Lindepuu. Hendrik Lindepuu Kirjastus, Tartu 2015.
- Poza słowa. Antologia wierszy 1976–2006 [Hg.], słowo/obraz terytoria, Gdańsk 2006.
- Czarny kwadrat, Wydawnictwo a5, Kraków 2009.
- Schwarzes Quadrat auf schwarzem Grund.[2][3][4] Zweisprachig. Übersetzt von Andre Rudolph, Alexander Gumz und Monika Rinck. Luxbooks, Wiesbaden, 2010, ISBN 978-3-939557-94-4
- Black Square. Übersetzt von Antonia Lloyd-Jones. Zephyr Press, Brookline (USA) 2011.
- Pomiędzy, Wydawnictwo a5, Kraków 2013.
- (Hg.) Zuzanna Ginczanka, Wniebowstąpienie Ziemi, Biuro Literackie, Wrocław 2014.
- Die Bäume spielen Wald. Übersetzt von Renate Schmidgall. Edition Lyrik Kabinett bei Hanser, München 2014[5], ISBN 978-3-446-24664-5
- Černý čtverec. Übersetzt von Jiří Červenka. Větrné mlýny, Brno 2015.
- Te Deum. Übersetzt von Miguel Mejía. Ediciones de la Isla de Siltolá, Sevilla 2016.
- Bezbronna kreska, Biuro Literackie, Stronie Śląskie 2016.
- (Hg.) Henryk Cześnik i poeci / Henryk Cześnik and His Poets, Gdański Teatr Szekspirowski, Gdańsk 2016.
- POSTS. Übersetzt von Antonia Lloyd-Jones, Zephyr Press, Brookline (USA) 2017.
- Eine Liebe in New York: Roman. Übersetzt von Renate Schmidgall. Frankfurt am Main : Schöffling, 2019, ISBN 978-3-89561-467-5
- Idag har jag åter hört tystnaden efter mig, Smockadoll förlag, Malmö 2017.
- Środek wyrazu, Wydawnictwo a5, Kraków 2016.
- Црни квадрат, Treći Trg, Belgrad 2019.
- Засіб вираження, Крок, Тarnopol 2019.
- Тишината след мен, Ergo, Sofia 2019.
- Scrabble, PIW, Warszawa 2020.
- To jest fajka (gesammelte Gedichte), PIW, Warszawa 2022.
- Wenn die Welt schläft: Gedichte: 2015-2021, aus dem Polnischen von Renate Schmidgall, Frankfurt am Main : Schöffling & Co., 2022, ISBN 978-3-89561-468-2